# Blåryggig klorofonia
Blåryggig klorofonia (Chlorophonia cyanea) är en fågel i familjen finkar inom ordningen tättingar. Den förekommer i skogsområden i Sydamerika. Beståndet anses vara livskraftigt.

## Utseende och läte
Blåryggig klorofonia är en liten och knubbig fågel med kraftig näbb. Hanen är mestadels limegrön med kontrasterande gul buk, tunt blått band i nacken och blå övergump. Vissa bestånd har helblå ovansida. Honan liknar hanen, men mattare i färgerna, med grönare buk. Lätena består av en eller två sorgsamma visslingar.

## Utbredning och systematik
Blåryggig klorofonia förekommer i Sydamerika i tre skilda områden: Anderna från Venezuela till Bolivia, i tepuier i Guyanaregionen samt i Paraguay, sydöstra Brasilien och nordöstra Argentina. Den delas in i sju underarter med följande utbredning:
- Chlorophonia cyanea psittacina – Sierra Nevada de Santa Marta (nordöstra Colombia)
- Chlorophonia cyanea intensa – västra Andernas västsluttning i Colombia (Caldas och Valle del Cauca)
- Chlorophonia cyanea longipennis – Anderna i östra Colombia till västra Venezuela, östra Peru och västra Bolivia
- Chlorophonia cyanea frontalis – bergstrakter i norra Venezuela (Falcón och Lara till Miranda)
- Chlorophonia cyanea minuscula – kustbergen i nordöstra Venezuela
- Chlorophonia cyanea roraimae – södra Venezuela Guyana och nordvästligaste Brasilien
- Chlorophonia cyanea cyanea – Paraguay, sydöstra Brasilien (södra Bahia) och nordöstra Argentina (Misiones)

### Familjetillhörighet
Tidigare behandlades släktena Euphonia och Chlorophonia som tangaror, men DNA-studier visar att de tillhör familjen finkar, där de tillsammans är systergrupp till alla övriga finkar bortsett från släktet Fringilla.

## Levnadssätt
Blåryggig klorofonia ses vanligen i par eller småflockar, ofta nära ett fruktbärande träd. Den födosöker på alla nivåer, men vanligast i trädkronorna.

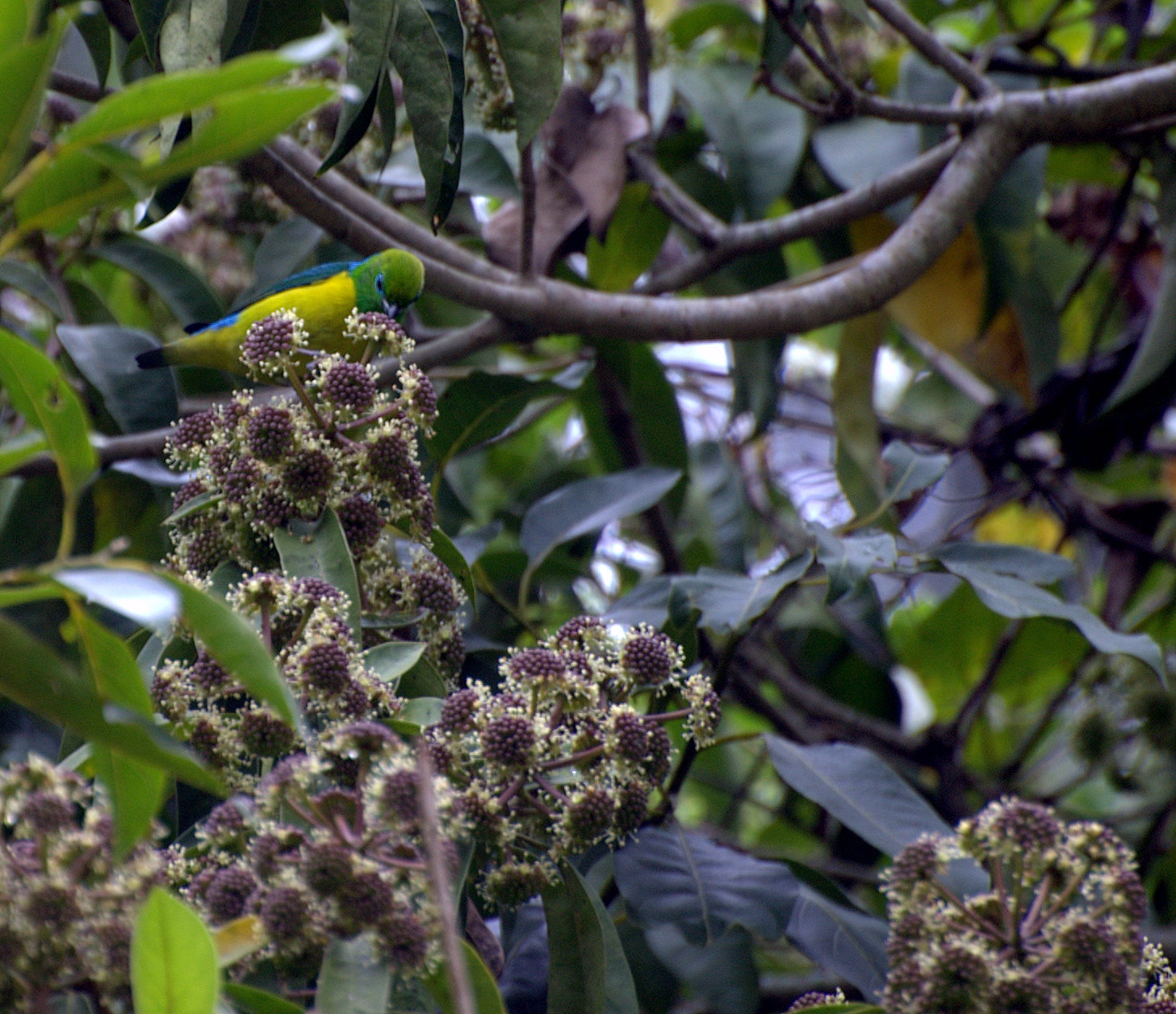
Födosökande hane.

## Status och hot
Arten har ett stort utbredningsområde, men tros minska i antal, dock inte tillräckligt kraftigt för att den ska betraktas som hotad. Internationella naturvårdsunionen IUCN listar arten som livskraftig (LC).